# Sennan (Szwecja)
Sennan – miejscowość (tätort) w Szwecji, w regionie administracyjnym (län) Halland, w gminie Halmstad.
Według danych Szwedzkiego Urzędu Statystycznego liczba ludności wyniosła: 398 (31 grudnia 2015), 377 (31 grudnia 2018) i 381 (31 grudnia 2019).